# Juan Carlos Lemus García
Juan Carlos Lemus García (Pinar del Río, Cuba, 6 de febrero de 1965) es un deportista olímpico cubano que compitió en boxeo, en la categoría de peso wélter y que consiguió la medalla de plata en los Juegos Olímpicos de Barcelona 1992.

## Palmarés internacional
| Juegos Olímpicos | Juegos Olímpicos   | Juegos Olímpicos | Juegos Olímpicos |
| Año              | Lugar              | Medalla          | Prueba           |
| ---------------- | ------------------ | ---------------- | ---------------- |
| 1992             | Barcelona (España) | Medalla de oro   | Peso wélter      |